# Campellolebias chrysolineatus
Campellolebias chrysolineatus är en fiskart som beskrevs av Costa, Lacerda och Brasil, 1989. Campellolebias chrysolineatus ingår i släktet Campellolebias och familjen Rivulidae. Inga underarter finns listade.